# Fira Basuki
Fira Basuki (née le 7 juin 1972) est une romancière indonésienne. Son œuvre la plus reconnue est sa trilogie composée de Jendela-Jendela (Les fenêtres), Pintu (La Porte) et Atap (Le Toit). La trilogie détaille la vie d'un frère et d'une sœur javanais nommés Bowo et June : l'obtention de leur baccalauréat, leurs études aux États-Unis, leurs expériences métaphysiques (notamment les capacités de "seconde vision" et de perception de l'aura de Bono), leurs relations avec des personnes de différentes nationalités (dont le mari tibétain de June) et leur retour en Indonésie.
Son roman Brownies a été adapté au cinéma. Le film fut nommé pour le meilleur film de 2005 lors du festival du film indonésien. C'est le film Gie qui remporte le prix bien que Hanung Bramantyo ait remporté le prix Citra du meilleur directeur pour Brownies. 
Fira a récemment lancé une biographie populaire, largement acclamée dans les médias[réf. nécessaire], sur la personne de Wimar Witoelar. C'est sa première œuvre non fictive. 
Son roman Astral Astria a été publié en 2007. À l'époque, elle travaillait comme rédacteur en chef au sein de l'édition indonésienne du magazine Cosmopolitan.
En raison de l'audace des sujets sur lesquels elle écrit, Basuki est considérée comme un membre du mouvement « sastra wangi » (littérature parfumée).